# Zagrebačka priča
Zagrebačka priča je roman zagrebačke književnice Blanke Dovjak–Matković koji je objavljen 1987. godine u kojem je opisala autentičnu zagrebačku atmosferu.
Roman je zapravo svjedočanstvo o zagrebačkom životu između dva rata. Osim što je prikazala preobražaj gradskog života uzrokovan krizom, autorica je dala i portrete malih ljudi – radnika, služavki, obrtnika, poduzetnika, seljaka, sirotinje predgrađa i malograđana, od kojih neki propadaju, a drugi se uzdižu. Ovo je priča o jednom djetinjstvu punom životne dramatike, ali i tragike. U centru priče, odnosno glavna kazivačica priče je djevojčica Kečkica.
Roman je podijeljen u dva dijela. Prvi dio sadrži poglavlja naslova: Milka, Mamica, Tatek, Pradjed, Kuća iz snova, Učiteljica, Persida i Nikada više; a drugi dio romana nosi naslov Kriza.

## Prvi dio romana
Prvi dio romana opisuje sretno razdoblje u Kečkičinu djetinjstvu. Okružena ljubavlju, živi u materijalnom bogatstvu, a vrata njihove kuće svima su otvorena. Majka obilno prikazuje svoju veselost, rasipnost i plemenitost. Pomalo djetinjastim postupcima, prohtjevima i ponašanjem, snažno odskače od svoje izrazito pragmatične obitelji. Ostaje neshvaćena od svih članova obitelji, počevši od vrlo patrijarhalnog i krutog pradjeda do “ljubeće grandme” iz Amerike.
Majčina smrt se poklopila s prekretnicom u društvenom životu. Čini se da se ta nježna žena morala povući iz ovog svijeta, pred nadolazećim grubim vremenom, jer nije bila sklona kompromisima radi golog preživljavanja, bez slatkih dodataka životu, kao što su umjetnost, ljepota, zabava, sjaj i raskoš.
Majčinom smrću sve što je nekad bilo važno postaje beznačajno, suvišno. Otac postaje bespomoćan, bezvoljan. Mučna stvarnost zatrla je njegovu boemsku galantnost iz prve faze i navela ga na put sebičnosti, neuravnoteženosti, pijanstva, ćudljivosti i neobična ponašanja. U dobra je vremena otac, građevinski poduzetnik, sagradio vilu u Šestinskom dolu. Ta građevina je simbol vrhunca obiteljske moći. Izgubivši tu kuću, obitelj potpuno gubi identitet, raspada se.

## Stilu pisanja
Autorica se služi tehnikom naivnog pripovijedanja, postavivši dijete kao registrator događaja. Karakteri likova izražavaju se njihovim postupcima i dijalozima, a prisutna je i crno-bijela karakterizacija likova : Vesela, Fijačko i Dudić, te njihov nehuman, sebičan svijet, suprotstavljeni su beskrajnoj nesebičnosti i požrtvovnosti Kečkičine majke i priproste Zagorke Milke. Usprkos nizanju tragičnih događaja, djelo nije potpuno pesimistično, dapače, roman završava nadom i željom Kečkice da što prije ponovno počne živjeti s bratom. U ovom romanu nema uljepšavanja, idealiziranja i pedagogiziranja, karakterističnog za našu dječju stariju književnost, pa ni one nategnute vedrine obvezatne za dječji roman. Upravo obrnuto. Po Blanki Dovjak–Matković, život nije samo hod po zamišljenoj cvjetnoj livadi, nego nosi i svoje tamne mrlje, ima naličje, koje ne treba od djece skrivati. 
U romanu nema dugačkih opisa pejzaža (u stilu starije književne škole), ali autorica vrlo subjektivno, u svega nekoliko rečenica, ocrtava Sveti Duh, Kuniščak, Šestinski Dol i druge zagrebačke gradske i prigradske ambijente. Stvaranju izrazito zagrebačke atmosfere pridonose i dijalozi na zagorskoj, ali i specifično zagrebačkoj kajkavštini, koji ukazuju na autoričin istančan osjećaj za kajkavsku riječ.

## Autoričin komentar
Sama je autorica o ovom romanu rekla :
- “Pišući ‘Zagrebačku priču’ oživjela sam vrijeme u kojem su se mogli dogoditi takvi događaji. Izgradila sam osebujne likove i pojedinosti koji s istinom moje obitelji imaju ponešto zajedničkoga. Nije mi bilo stalo do fotografiranja istine, već do zanimljive knjige koja će zaokupiti pažnju čitatelja. Osobama i događajima dodana je aroma moga djetinjstva, pa čitatelji doživljavaju glavne i sporedne likove kao stvarne. U ‘Zagrebačkoj priči’ ispreplela sam priče pojedinačnih sudbina. Pokušala sam uvjeriti čitatelje da se upravo tako zbilo kako je napisano. Gradeći, uživala sam u svojoj radnoj slobodi, dajući osobama životnost. Netko će tražiti u toj priči sličnost s mojom sudbinom, zato što je roman pisan u prvom licu. U stvaralačkom činu dozvolila sam si slobodu izmišljanja detalja.”